# Marie-Juliette Aliot-Barbant
Pour les articles homonymes, voir Aliot et Barbant.
Marie-Juliette Aliot-Barbant, née le 13 janvier 1861 dans le 19e arrondissement de Paris et morte le 25 février 1941 au Pecq, est une graveuse sur bois française.

## Biographie
Élève de Charles Barbant qu'elle épouse le 6 mars 1894, elle reçoit une mention honorable au Salon des artistes français en 1896.